# Герб Словении
Герб Словении представляет собой щит с узкой красной каймой в основании и по бокам, в лазоревом поле которого дважды волнисто вырезанная серебряная фигура, являющаяся символическим изображением горы Триглав и Адриатического моря.  В главе щита три золотые шестиконечные звезды, расположенные треугольником (переняты из герба графов фон Цилли).
Герб изображается на флаге Словении. Автор герба — Марко Погачник.

## История герба
Изображение Триглава и волнистых линий были и на гербе Социалистической республики Словении в составе Югославии. В отличие от герба современной независимой Словении он был обрамлён колосьями пшеницы и листьями липы, перевязанными красной лентой. Сверху находилась красная звезда — символ коммунизма.
|  | Герб Социалистической Республики Словении |

## Исторические гербы

Иллирийское королевство (1816—1849)
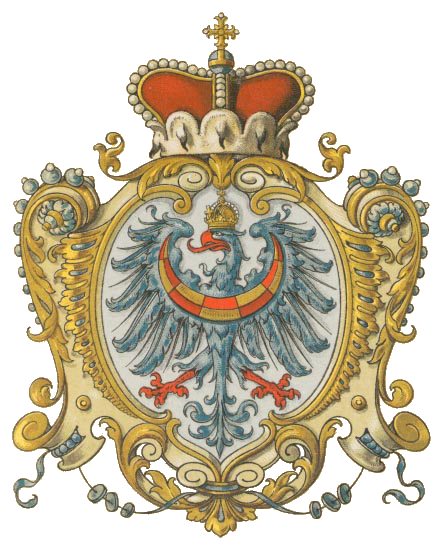
Один из вариантов герба Крайны (Карниолы)
Каринтия
Австрийское Приморье
Штирия
Малый герб Герцогства Крайна
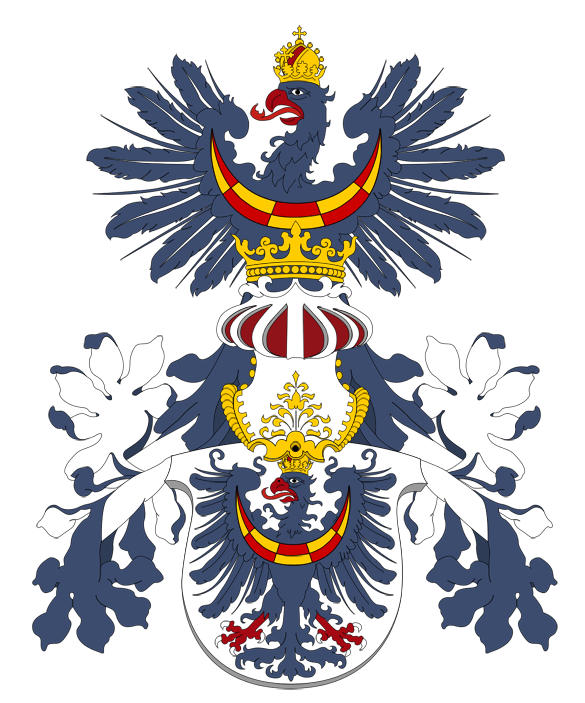
Большой герб Герцогства Крайна
Иллирийская Словения
Словенское домобранство

## Внешние ссылки
- Описание герба Словении на официальной странице Правительства Словении  (словенск.)  (англ.)